# The Street of Adventure
The Street of Adventure er en britisk stumfilm fra 1921 af Kenelm Foss.

## Medvirkende
- Lionelle Howard som Frank Luttrell
- Margot Drake som Katherine Halstead
- Irene Rooke som Margaret Hubbard
- Peggy Bayfield som Peg
- Roy Travers som Will Brandon
- Will Corrie som Edmund Grattan
- H.V. Tollemach